# ウィル・ハリッジ

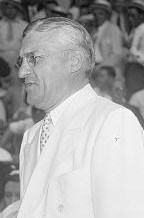
ウィル・ハリッジ（1937年のオールスターゲームにて）

ウィル・ハリッジ（William Harridge, 1883年10月16日 - 1971年4月9日）は、メジャーリーグのアメリカンリーグ第3代会長。1883年イリノイ州シカゴ生まれ。1931年から1958年まで28年間アメリカンリーグ会長職を務めた。

## 来歴・人物
元々ハリッジは鉄道切符販売人をしていて、アメリカンリーグの野球チームの移動に関わる様々な旅行手配の業務をこなしていた。1911年に、当時アメリカンリーグ代表だったバン・ジョンソンがハリッジを秘書として雇ったのがリーグと関わるきっかけになった。ハリッジは1927年までジョンソンの秘書を務めていたが、ジョンソンの後にリーグ会長に就任したE.S.バーナードが1931年に他界すると、その後継者として指名され、同年第3代のリーグ会長職につく。しかし就任してまもなく、当時ヤンキースの捕手だったビル・ディッキーが、本塁でのクロスプレーを廻ってホワイトソックスの外野手カール・レイノルズと乱闘になり、レイノルズが顎の骨を折るという事件が起きる。ペナントレースが佳境を迎えた時期だったこともあり、ハリッジはその処分に悩んだそうであるが、結局ディッキーには1,000ドルの罰金と30日間の出場停止という重い処分が下された。
ハリッジ自身はリーグ会長職にあっても、あまり自分が表に出ることを好まず会長室にこもりがちだったという。それでも当時から名アンパイアとして名の通っていたトム・コナリーをリーグ審判部長に招聘しゲームの審判技術の底上げを図ったり、1933年から開かれるようになったオールスターゲームの設立を唱えるなどの動きを見せた。また当初ナイトゲームを行うことには否定的な立場を取っていたというが、1940年代になってより多くの観客を動員するためという主旨を受けいれ、以後リーグはナイトゲームを積極的に行うようになる。
1958年、ハリッジはリーグの会長職をジョー・クローニンに譲り、1971年に亡くなるまでリーグの取締役をしていた。没後1972年に発展貢献者としてアメリカ野球殿堂入り。現在アメリカンリーグのリーグチャンピオンシップの優勝トロフィーは、彼の名をとって『ウィル・ハリッジ・トロフィー』と呼ばれている。